# Chiesa dell'Immacolata a Porta Capuana
La chiesa dell'Immacolata a Porta Capuana è una chiesa di Napoli; si erge nelle immediate vicinanze della chiesa di Sant'Anna a Capuana, in via Rosaroll.

## Descrizione

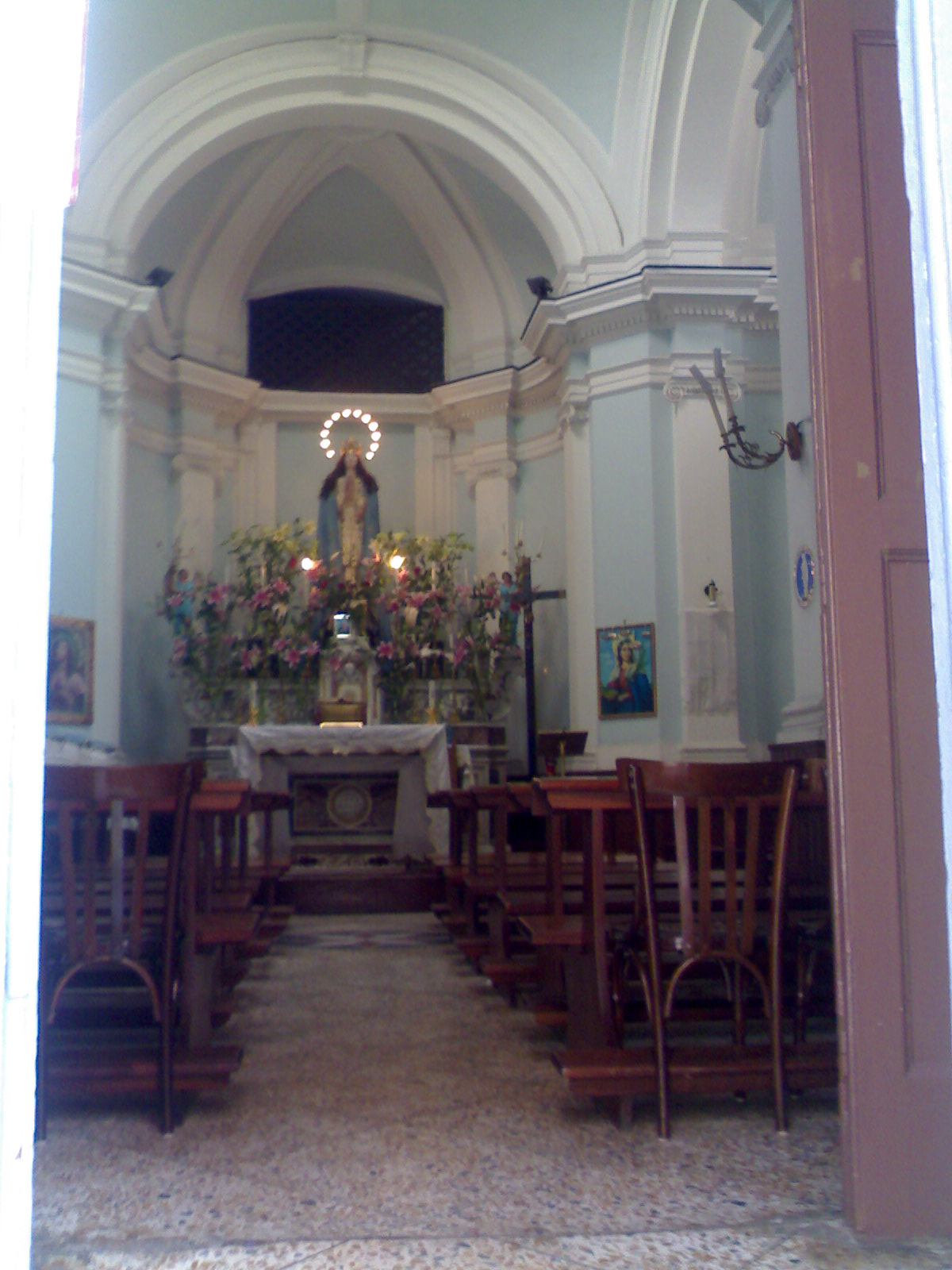
L'interno

L'esterno dell'edificio è formato da un timpano triangolare, da una coppia di lesene composite di ordine ionico e da una finestrella a mezza luna. L'ingresso, caratterizzato da uno pseudo-portale, precede un piccolo interno impreziosito da un bell'altare maggiore in marmi policromi ed altri elementi d'arredo (come ad esempio statue di santi e/o decorazioni).
La navata è scandita da semipilastri ionici, sormontati da un cornicione aggettante, che proseguono nel breve transetto e si concludono nell'abside poligonale, presso l'altare maggiore, dove si trova un'apertura schermata da una grata. Tali semipilatri, in bianco, sono posti a contrasto con pareti dipinte in azzurro.
L'altare è preceduto da un arco a tutto sesto sul quale è impostata la volta di copertura della crociera.